# Dead or Alive (videojuego)
Dead or Alive es un videojuegos de lucha de 1996 de Tecmo y la primera entrada en la serie Dead or Alive de Team Ninja. Fue lanzado primero en salas recreativas, seguido de puertos de origen para Sega Saturn en Japón, y más tarde para PlayStation en todas las regiones.
Aprovechando el éxito de Sega la serie de videojuegos de lucha en el momento Virtua Fighter, Dead or Alive se lleva a la influencia de Virtua Fighter, mientras que la adición de elementos de juego único de su propia.
Dead or Alive fue un éxito comercial, ayudando a Tecmo a superar sus problemas financieros. El éxito del juego ayudó a convertir la serie en una franquicia, incluidas varias secuelas y numerosas escisiones.

## Argumento
Una Kunoichi fugitiva conocida como Kasumi entra en el torneo Dead or Alive para vengarse de su tío Raidou, quien fue responsable de paralizar a su hermano Hayate. Kasumi finalmente derrota y mata a Raidou, pero su decisión de abandonar la aldea viola las estrictas leyes de la sociedad ninja, y como resultado se convierte en una fugitiva perseguida.

## Personajes
- Bayman: un mercenario ruso
- Gen Fu: un viejo maestro chino de artes marciales
- Jann Lee: un luchador chino inspirado en Bruce Lee
- Kasumi: una Kunoichi japonesa que es la protagonista principal de la serie.
- Leifang: una joven artista marcial china
- Raidou: un ninja malvado exiliado del clan de Kasumi
- Ryu Hayabusa: un héroe ninja japonés originario de Ninja Gaiden
- Tina Armstrong una luchadora estadounidense
- Zack: un extravagante kickboxer afroamericano

En las versiones de PlayStation y Arcade ++ se encuentran la hermanastra de Kasumi, Ayane, y el padre de Tina, Bass Armstrong.

## Jugabilidad
A diferencia de otros juegos de lucha de la época, en lugar de un botón de "guardia" Dead or Alive usa un botón de "retención", que hace que el luchador agarre las extremidades de su oponente si están atacando en ese momento. Este sistema de contraataque fue el primero en el género de lucha en utilizar diferentes comandos que corresponden a cada tipo de ataque. Hay dos tipos de retenciones, una retención ofensiva y una retención defensiva; estos últimos se ejecutan presionando hacia atrás o hacia adelante en la plataforma direccional junto con la entrada del guardia para alejar o contrarrestar a un oponente.
Los bordes exteriores de la arena de combate están configurados con explosivos que causan una gran cantidad de daño a cualquier luchador que entre en contacto con ellos. También pueden enviar un personaje afectado en el aire para que el jugador contrario pueda ejecutar un combo aéreo de malabarismo Sin embargo, esto se puede evitar con una tirada defensiva.

## Recepción
Tras el lanzamiento del juego en salas recreativas, un crítico de Next Generation comentó: "Un juego de lucha que imita Virtua Fighter 2 en su aspecto y sensación en un grado aterrador... Dead or Alive cuenta con un control suave, gráficos poligonales nítidos y una actitud que puede permite que este juego se mantenga solo a pesar de sus orígenes familiares". Identificó la variedad de personajes y las zonas de peligro como las características sobresalientes del juego, y dijo que la IA fuerte obliga a los jugadores a aprender movimientos y estrategias más complejas.
Dead or Alive fue un éxito comercial, ayudando a Tecmo a obtener una ganancia de 9.2 millones de dólares en 1996 y salvando a la compañía de la bancarrota. La versión de Saturno vendió más de 161,000 copias en Japón.
La versión de Saturno también tuvo éxito de manera crítica. La revista Sega Saturn lo describió como "un golpe increíble tanto técnica como visualmente, incluso llegando a vencer a los juegos Virtua Fighter de Sega". La computadora y los videojuegos declararon que era "una compra esencial para los jugadores de Saturno importados". GamesRadar lo incluyó en su lista de los mejores juegos de Sega Saturn, afirmando que "el estilo de juego de alta velocidad, piedra, papel o tijera fue un éxito rápido entre los jugadores de arcade". En 2011, Complex lo clasificó como el séptimo mejor juego de lucha de todos los tiempos.
Next Generation revisó la versión de Saturno del juego, calificándolo con cuatro estrellas de cinco, y declaró que "Dead or Alive es un juego tan pulido que es sorprendente darse cuenta de que este es el primer luchador 3D de Tecmo".